# Portrait d'une danseuse
Pour l’article homonyme, voir Danseuse espagnole.
Danseuse espagnole est une composition minimaliste de Joan Miró réalisée en 1928. Elle fait partie de la série des tableaux objets que le peintre réalise après avoir déclaré qu'il allait « assassiner la peinture ». 

## Contexte
La série des danseuses espagnoles se situe dans l'œuvre de Miró après la période des paysages et portraits imaginaires. C'est pendant cette période qu'il utilise tout matériau  pour une peinture-objet dont une des œuvres importante est aussi Peinture (Miró 1930) (plâtre, huile sur toile). C'est un véritable défi que Miró lance à la peinture, défi que Louis Aragon apprécie pour « l'extrême, l'arrogante pauvreté des matériaux. »

## Description
Il s'agit d'une composition minimaliste où figurent exactement 4 éléments : 
1. Un bouchon, en liège ;
2. Une plume d'oiseau, brun sombre ;
3. Une épingle à chapeau, acier ;
4. Un panneau de bois peint, blanc.

Le bouchon et la plume sont collés sur la partie supérieure, à mi largeur du panneau de bois. La plume est légèrement inclinée à droite et figure un tutu. L'épingle traverse le bouchon, la pointe en bas figure le pied de la danseuse. La tête de l'épingle figure celle de la danseuse.
La couleur peau du bouchon se trouve à la jonction de la robe, du tronc et des jambes et suggère ainsi les fesses nues.

## Histoire
C'est l'esprit d'irresponsabilité dadaïste qui est à l'origine la plus immédiate de la liberté de Miró. Paul Éluard  décrit l'un des exemplaires de cette série : « Une des deux femmes que j'ai le mieux connue, quand je la rencontrais, venait de s'éprendre d'un tableau de Miró : Danseuse espagnole, tableau qu'on ne peut rêver plus nu. Sur la toile vierge, une épingle à chapeau et la plume d'une aile. »
L'œuvre a été acquise par André Breton. Sa fille en a fait don au Centre Georges-Pompidou en 2003.